# Phare de Pen-Men
Phare de Pen-Men ist der Name eines Leuchtturms, der auf der Insel Île de Groix im Département Morbihan im Jahre 1836 gebaut wurde.
1798 wurde unweit des Standortes des heutigen Leuchtturms mit dem Bau begonnen, der allerdings wegen eines Blitzschlags nie zu Ende geführt wurde. Der quadratische Turm befindet sich auf einem rechteckigen Gebäude, das zwei Zimmer sowie die Maschinen zum Betrieb des Leuchtturms beherbergt.
Mit 29 Seemeilen (in etwa 54 km) Tragweite ist Pen-Men der am weitest leuchtende Turm Morbihans. Er nahm seinen Dienst im Jahr 1839 auf, ist bewacht, läuft allerdings automatisiert.